# ごるふなでしこ
『ごるふなでしこ』は、2012年4月7日から9月30日までテレビ東京で放送されたゴルフ番組である。

## 概要
山内鈴蘭の初の単独レギュラーテレビ番組で、山内は、幼いころから「プロゴルファーを目指す」ということを父と交わしていた。しかし、AKB48に加入したことで、アイドルとの両立が難しくなってしまった。
そんな中、2012年1月1日に放映された『わいわいガチGOLF』で競演した古閑美保プロにゴルフの才能を認められ、「プロゴルファーを目指すのであれば本気になれ」とアドバイスされる。山内はこれをきっかけに本格的にプロゴルファーへの道に挑戦することを表明した。
その夢へ向けた山内に長期密着し、成長する姿を追うドキュメンタリーや各界の腕自慢とのラウンド対決、古閑自らがクラブを握り実演を交えてアドバイスする「THEミホイチショット」などで番組は構成されている。
土曜日時代には古閑がゴルフの知識やテクニックをレクチャーするコーナー「ミホ流」があったが、日曜日への枠移動後はこのコーナーはなくなり、古閑によるレクチャーは「THEミホイチショット」「ミホLESSON」に集約された。
7月1日から、テレビ東京での放送時間が毎週日曜日の10:30からに変更となったが、制作局以外の同時ネット局全局で6月30日の放送を以って打ち切りとなった。
9月30日をもってテレビ東京での放送が終了。最終回では、古閑との面談で、この年のプロテスト受験は断念し、来年以降の受験に向けてチャレンジは続けることを宣言した。
テレビ東京での放送時の番組提供スポンサーは土曜日時代がグリー、日曜日への枠移動後はテーラーメイドゴルフに代わった。

## レギュラー出演者
- 山内鈴蘭

プロゴルファーへの挑戦とアイドルとの両立に時には苦悩し涙しながら奮闘している。
- 古閑美保

プロを目指す山内に本格的な指導を行う。
- 須黒清華

ラウンド対決コーナーのアシスタント
- ナレーター：高川裕也

## 放送リスト

### 第1期（土曜23:30 - 23:55）
| 回 | 放送日        | ドキュメンタリー                                                            | 対戦相手 | ミホ流                       | 48グループ出演者               |
| -- | ------------- | --------------------------------------------------------------------------- | -------- | ---------------------------- | ------------------------------ |
| 1  | 2012年 4月7日 | 山内鈴蘭プロへの第一歩を踏み出す!                                           | 遠藤章造 | -                            | -                              |
| 2  | 4月14日       | 山坂美穂の指導による筋力トレーニング本格始動                                | 遠藤章造 | ティーグラウンドの使い方     | -                              |
| 3  | 4月21日       | 食生活改善・AKB48劇場での空き時間にも練習                                   | 片山右京 | 花道からのアプローチショット | -                              |
| 4  | 4月28日       | 4年ぶりのトーナメント参戦                                                   | 片山右京 | ルーティーン                 | -                              |
| 5  | 5月5日        | AKB48ゴルフ部設立へ・改めてゴルフの楽しさを知る                             | 原西孝幸 | アゴの高いバンカー脱出法     | 竹内美宥、阿部マリア、市川美織 |
| 6  | 5月12日       | 高畑好秀の指導によるメンタルトレーニング                                    | 原西孝幸 | プレー前のパター練習         | -                              |
| 7  | 5月19日       | 古閑が衝撃発言!                                                             | 原西孝幸 | 左足下がりのライの対処法     | 市川美織                       |
| 7  | 5月19日       | ファン、メンバーからの支え                                                  | 細川茂樹 | 左足下がりのライの対処法     | 市川美織                       |
| 8  | 5月26日       | 山坂美穂の指導による筋力トレーニング                                        | 細川茂樹 | バンカーでの目玉の脱出法     | -                              |
| 9  | 6月2日        | プロトーナメント観戦・有村智恵との再会・自主トレ                            | 細川茂樹 | フェアウェイでのダフり対策   | -                              |
| 10 | 6月9日        | 千葉1泊2日強化合宿                                                          | ISSA     | 風の読み方                   | 永尾まりや、川栄李奈           |
| 11 | 6月16日       | ゴルフ合宿での山坂美穂の指導による超ハードトレーニング                      | ISSA     | ラインの読み方               | 永尾まりや、川栄李奈           |
| 12 | 6月23日       | ゴルフ合宿での高畑好秀の指導による精神面強化トレーニング                    | ISSA     | 状況に応じたショットの打ち方 | -                              |
| 12 | 6月23日       | 驚きの対戦相手に鈴蘭が腰を抜かす!?                                          | 古閑美保 | 状況に応じたショットの打ち方 | -                              |
| 13 | 6月30日       | 登山トレーニング・古閑とのラウンドトレーニング・ アマチュアトーナメント参戦 | 古閑美保 | -                            | -                              |

### 第2期（日曜10:30 - 11:00）
| 回 | 放送日        | サブタイトル           | ドキュメンタリー                                                                        | 対戦相手 | 48グループ出演者               |
| -- | ------------- | ---------------------- | --------------------------------------------------------------------------------------- | -------- | ------------------------------ |
| 14 | 2012年 7月1日 | 夢への扉を開く…        | 総選挙での誓い・これまでのダイジェスト                                                  | -        | 竹内美宥、阿部マリア、市川美織 |
| 15 | 7月8日        | 挫折、そして進化…      | これまでのダイジェスト・最新マシンによるスイング解析                                    | -        | -                              |
| 16 | 7月15日       | さらに上のステージへ   | 高畑好秀の指導によるスランプ時のイメージトレーニング 緊張を和らげるメンタルコントロール | 石田純一 | -                              |
| 17 | 7月22日       | 自分自身との戦い…      | 苦手の80ヤードおよびバンカーショット3連続アプローチ特訓 釣り糸を使った集中力テスト      | 石田純一 | -                              |
| 18 | 7月29日       | とらわれない心         | 座禅・写経で精神トレーニング                                                            | 石田純一 | -                              |
| 19 | 8月5日        | 限界のその先…          | 高畑好秀の指導による根性トレーニング                                                    | 永井大   | -                              |
| 20 | 8月12日       | “夢”から“目標”へ       | プロアマ大会出場・堀奈津佳プロからのアドバイス                                          | 永井大   | -                              |
| 21 | 8月19日       | 弱点を科学で克服       | 最新マシンで鈴蘭のパットを解析                                                          | 永井大   | -                              |
| 22 | 8月26日       | ライバル               | 同級生ライバル市川里菜との合同練習                                                      | 陣内智則 | -                              |
| 23 | 9月2日        | 一歩進んだプロへの階段 | GDOアマチュアゴルフトーナメント関東大会ブロック決勝                                     | 陣内智則 | -                              |
| 24 | 9月9日        | 一進一退の攻防戦       | 高畑好秀の指導による落ち込んだ時の対処法トレーニング                                    | 陣内智則 | -                              |
| 25 | 9月16日       | 最大の激戦 完全決着    | 最新練習グッズに挑戦                                                                    | 陣内智則 | 永尾まりや、市川美織           |
| 26 | 9月23日       | 最強の敵               | 高畑好秀の指導によるお絵かきでメンタルトレーニング                                      | 中嶋悟   | -                              |
| 27 | 9月30日       | プロゴルファーの道     | GDOアマチュアゴルフトーナメント関東大会決勝                                             | 中嶋悟   | -                              |

## ネット局

### 第1期
| 放送地域     | 放送局         | 系列           | 放送日時          | 放送期間                 | 備考          |
| ------------ | -------------- | -------------- | ----------------- | ------------------------ | ------------- |
| 関東広域圏   | テレビ東京     | テレビ東京系列 | 土曜23:30 - 23:55 | 2012年4月7日 - 6月30日   | 制作局        |
| 大阪府       | テレビ大阪     | テレビ東京系列 | 土曜23:30 - 23:55 | 2012年4月7日 - 6月30日   | 同時ネット    |
| 愛知県       | テレビ愛知     | テレビ東京系列 | 土曜23:30 - 23:55 | 2012年4月7日 - 6月30日   | 同時ネット    |
| 北海道       | テレビ北海道   | テレビ東京系列 | 土曜23:30 - 23:55 | 2012年4月7日 - 6月30日   | 同時ネット    |
| 岡山・香川県 | テレビせとうち | テレビ東京系列 | 土曜23:30 - 23:55 | 2012年4月7日 - 6月30日   | 同時ネット    |
| 福岡県       | TVQ九州放送    | テレビ東京系列 | 土曜23:30 - 23:55 | 2012年4月7日 - 6月30日   | 同時ネット    |
| 和歌山県     | テレビ和歌山   | 独立局         | 日曜22:30 - 22:54 | 2012年4月15日 - 7月8日   | 8日遅れ       |
| 熊本県       | テレビ熊本     | フジテレビ系列 | 月曜26:00 - 26:30 | 2012年4月23日 - 7月16日  | 16日遅れ      |
| 愛媛県       | テレビ愛媛     | フジテレビ系列 | 土曜11:00 - 11:30 | 2012年5月12日 - 8月25日  | 第1土曜は休止 |
| 青森県       | 青森朝日放送   | テレビ朝日系列 | 火曜25:15 - 25:45 | 2012年5月15日 - 10月30日 | 不定期放送    |
| 滋賀県       | びわ湖放送     | 独立局         | 金曜22:30 - 22:55 | 2012年6月1日 - 9月7日    | [ 5 ]         |

### 第2期
| 放送対象地域 | 放送局       | 系列           | 放送日時          | 放送期間                       | 備考          |
| ------------ | ------------ | -------------- | ----------------- | ------------------------------ | ------------- |
| 関東広域圏   | テレビ東京   | テレビ東京系列 | 日曜10:30 - 11:00 | 2012年7月1日 - 9月30日         | 制作局        |
| 熊本県       | テレビ熊本   | フジテレビ系列 | 月曜26:00 - 26:30 | 2012年7月23日 - 11月5日        | [ 6 ]         |
| 和歌山県     | テレビ和歌山 | 独立局         | 土曜9:00 - 9:30   | 2012年8月4日 - 11月3日         | 34日遅れ      |
| 愛媛県       | テレビ愛媛   | フジテレビ系列 | 土曜11:00 - 11:30 | 2012年9月8日 - 12月29日        | 第1土曜は休止 |
| 青森県       | 青森朝日放送 | テレビ朝日系列 | 火曜25:20 - 25:50 | 2012年11月14日 - 2013年3月26日 | 不定期放送    |

## スタッフ
- 構成：金森直哉
- 撮影：イ・スンジェ、河部謙一
- VE：吉川淳
- CA：杉山幸司
- EED：瀬戸口靖治
- MA：吉永龍哉
- 音効：塩谷弘樹（音響企画）
- メイク：阿部深雪
- AD：山本彩子、芹澤謙一
- AP：高梨公詠、青野展之
- 取材ディレクター：松井美保、桑原正史
- 演出：如沢大介
- プロデューサー：倉地啓太（テレビ東京）、内矢浩（サジットメディア）